# Годеж (обичай)
Годежът обикновено се прави на голям празник – Коледа, Ивановден, Великден. На него се канят много гости, роднини на момчето и съседи, приготвя се тържествена трапеза, пеят се песни, играят се хора.
Като годежен дар момичето получава китка увита от „сватбено цвете“. Често тя е „златна“ (посипана с варак), завързана е с червен конец, и към нея е прикрепен наниз монети или пръстена на момчето. Родителите на момчето носят и бъклица вино и шише с ракия.
Преди да седнат на трапезата се заплаща „бащино право“. Това е пазарлък, при който момковият баща дава няколко монети, а бащата на момичето казва: „Още, свате, още!“. Това продължава, докато присъстващите роднини не кажат: „Е доста! От Бога повече“. Парите не надвишават стойността на „чеиза“ на момичето. Бъдещите сватове благославят с бъклицата вино, след което разчупват на две пита, с купчинка сол върху нея. От тази пита дават на всички по залък, а двамата млади отхапват от едно общо парче. Оттогава нататък двете семейства се смятат за родственици. Като знак за новото ѝ положение, момата започва да носи годенишкия си наниз и празнични дрехи, дори когато жъне. На Коледа тя приготвя специален кравай за годеника, който задължително коледува в нейния дом.
В периода между годежа и сватбата се подготвят уговорените между двете семейства дарове. На седенки в дома на годеницата, с много веселие и песни – припевки, се довършва чеиза ѝ.